# Bomcycloon

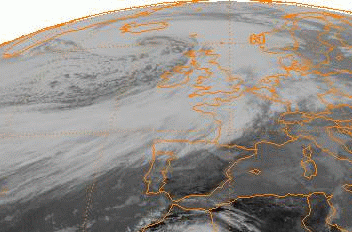
De Braer-storm van januari 1993, een bomcycloon met een laagterecord van 913 mbar (hPa).

Een bomcycloon, ook wel aangeduid als meteorologische bom of weerbom, in wetenschappelijke taal een explosieve cyclogenese, is een plotse en aanzienlijke drukdaling in een frontale depressie. De verandering in druk die nodig is om iets als explosieve cyclogenese te classificeren is afhankelijk van de breedtegraad. Op 60° noorderbreedte bijvoorbeeld komt explosieve cyclogenese voor als de centrale druk in 24 uur met 24 hectopascal (millibar, 0,71 inHg) of meer afneemt. 
Zo’n bomcycloon komt vooral voor in de winter en op zee, al is het fenomeen ook in het binnenland mogelijk. Dit proces is het extratropische equivalent van een tropische snelle intensivering. Hoewel hun cyclogenese totaal verschillend is van die van tropische cyclonen, kunnen bomcyclonen windsnelheden produceren van 120 tot 155 km/h, dezelfde grootte-orde als een categorie-1 op de Saffir-Simpson hurricane schaal (SSHS), en intense neerslag opleveren. Slechts een klein aantal bomcyclonen worden zo sterk, maar ook zwakkere vormen kunnen nog aanzienlijke schade aanrichten. 

## Voorbeelden
- Een van de krachtigste frontale depressies was de Braer-storm van januari 1993, van Schotland over de Atlantische Oceaan.[1]
- In januari 2018 werd de oostkust van de Verenigde Staten geteisterd door een hevige winterstorm.[2]
- In februari 2022 trok storm Eunice over West-Europa.
- Eind december 2022 werden grote delen van de VS en Canada getroffen door Winterstorm Elliott.